# MKER

Grafitový blok reaktoru MKER

MKER (rusky: МКЭР, Многопетлевой Канальный Энергетический Реактор: Mnogopetlevoj Kanalynyj Energetičeskij Reaktor, v překladu mnohosmyčkový kanálový energetický reaktor ) je ruský jaderný reaktor třetí generace. Jednalo se o nástupce známého reaktoru RBMK. Žádný reaktor typu MKER nebyl nikdy postaven, protože Minatom v roce 2005 vývoj zastavil ve prospěch evoluce reaktoru VVER-1200 a VVER-1000.

## Charakteristika
MKER je tlakový kanálový reaktor s pokročilými bezpečnostními prvky včetně budovy kontejnmentu a pasivních jaderných bezpečnostních systémů. Palivo lze měnit, když je reaktor v provozu stejně, jako tomu je u reaktoru RBMK, čímž se zlepšuje účinnost paliva. Vertikální kanály podporují přirozené proudění lehké vody primárního okruhu v aktivní zóně reaktoru. Grafitové bloky v aktivní zóně reaktoru slouží jako moderátor neutronů.
Existuje několik výkonových variant tohoto reaktoru. MKER-800, MKER-1000 a MKER-1500.
Výstavba žádného reaktoru MKER nikdy nezačala. Existoval však pokus implementovat grafitový moderátor reaktoru MKER do reaktoru RBMK za účelem docílení negativního koeficientu reaktivity. Toto proběhlo v 90. let ve stavěném RBMK bloku Kursk-5, kdy bylo původní jádro rozebráno a grafit byl nahrazen. Tento blok tedy má částečně jádro a část primárního okruhu z reaktoru MKER. Z tohoto důvodu je Kursk-5 někdy uváděn jako fyzický prototyp reaktoru MKER, ale vzhledem k tomu, že je v RBMK budově bez kontejnmentu, není možné jej za MKER považovat. Výstavba reaktoru započala v roce 1985, ale již v roce 1990 byla zastavena. V 90. letech byla sice obnovena, ale tempo stavby bylo velice pomalé. V roce 2012 byla výstavba definitivně zrušena.

## MKER-800
MKER-800 má hrubý výkon 800 MW. Automatizovaný systém řízení procesů pro MKER-800 byl vyvíjen ve společném projektu společností Westinghouse a NIKIET. Plány pro MKER-800 byly zrušeny. Pro Leningradskou jadernou elektrárnu II byly původně plánovány čtyři jednotky MKER-800 a jeden VVER-640. Později byl tento plán změněn na jeden VVER-1500 a VVER-640. V roce 2005 však byly i tyto plány zrušeny a upřednostněna výstavba čtyř VVER-1200.

## MKER-1000
MKER-1000 má tepelný výkon 2845 MW a elektrický výkon 1000 MW. V aktivní zóně reaktoru jsou čtyři okruhy a 1832 palivových článků. Celkový štěpný materiál v reaktoru je 163 tun. Primární okruh vyrábí Izhora v Petrohradě a dodavatelem turbín je Leningradsky Metallichesky Zavod. Hlavní budova a kontejnment reaktoru jsou navrženy společností Atomenergoproekt.
Reaktorovou budovu MKER tvoří dvojitá kontejnmentová konstrukce o vnitřním průměru 55,5 metru. Vnitřní část určená k zamezení úniku radioaktivního materiálu do atmosféry odolá vnitřnímu tlaku 2,5 baru. Ochranu před vnějším poškozením zajišťuje vnější betonová vrstva. Tyto dvě struktury jsou nezávislé a fyzicky oddělené jedna od druhé na společném základě. Kontejnment by měl odolat zemětřesení až o síle 8 stupňů.
Automatické řízení je nedílnou součástí konstrukce MKER. Velín, který se nachází mezi budovou reaktoru a strojovnou, dohlíží na automatický řídicí systém a různé bezpečnostní systémy elektrárny.
Jádro MKER-1000 zahrnuje tlakový kanálový reaktor a osm čerpadel chladiva. Z celkové tepelné kapacity 2845 MW lze získat výrobu elektřiny 1 000 MW plus dalších 130 MW tepelné energie pro vytápění budovy. Turbína typu K-1000-6 1/3000 pracuje při 3000 ot/min s alternátorem typu TZV-1100-2UZ. Reaktor mohl používat ke chlazení otevřený okruh nebo chladicí věže, obě možnosti byly zváženy a každá má své výhody a nevýhody.
Je specifikováno nízko obohacené palivo oxidu uraničitého s koncentracemi 2,0 až 2,4 % U235. Palivo se mění pomocí dálkově ovládaného jeřábu a vyhořelé palivové tyče by před dalším zpracováním strávily až pět let v chladicí nádrži umístěné v reaktorové hale. Nepřetržitý cyklus doplňování paliva přináší výhodu spalování paliva; jednotlivé tyče mohou být ponechány déle v reaktoru místo toho, aby byly hromadně vyměňovány, jak je tomu v tlakovodním reaktoru.

## MKER-1500
Dalším vývojem MKER je MKER-1500 s odpovídající kapacitou výroby elektrické energie 1500 MW. V tomto provedení byl vylepšen přenos tepla z aktivní zóny reaktoru s primárními smyčkami rozdělenými do čtyř nezávislých okruhů. Průměr kanálů chladicí kapaliny je rozšířen na 600 mm a je změněna konfigurace čerpadla. MKER-1500 byl také navržen pro Leningradskou jadernou elektrárnu.